# Temporary (песня Эминема)
«Temporary» — песня американского рэпера Эминема при участии американской певицы Скайлар Грей, вышедшая 12 июля 2024 года. Трек вошёл в двенадцатый студийный альбом Эминема The Death of Slim Shady (Coup de Grâce) (2024). Композиция «Temporary» — это ода дочери Эминема Хейли, была спродюсирована ведущими исполнителями. Клип на трек был выпущен 3 октября 2024 года.

## Композиция
Композиция «Temporary» — это ода дочери Эминема Хейли. В ней также использованы архивные записи ее младенчества. Под фортепианный инструментал Эминем говорит, что песня предназначена для Хейли, чтобы она слушала ее, когда он умрет, и помнила о его любви к ней, а затем говорит ей позаботиться о ее братьях и сестрах и дяде после его смерти. Он также признается, что эта песня — «самая трудная вещь, которую я когда-либо писал». Припев, а также первый куплет исполняет Скайлар Грей.

## Музыкальное видео
3 октября 2024 года на официальном YouTube-канале Эминема был опубликован музыкальный клип, рекламирующий «Temporary». В клипе чередуются старые кадры домашнего видео конца 1990-х — начала 2000-х годов, на которых запечатлены Хейли и ее отец Эминем, и новые кадры более поздних лет, когда Хейли рассказывает ему о своей беременности.

## Отзывы
Стивен Дж. Хоровиц из Variety описал песню как «Эминем в его лучшем виде», а Джордан Бассетт из New Musical Express — «искренне трогательной одой своей дочери Хейли, которая доказывает, что Маршалл Мэтерс может сказать что-то важное, когда захочет».
Мерлин Олдерслейд из Louder отметил, что песня «проникновенна и хорошо исполнена, но чувствует себя не на своем месте». Саймон К. из Sputnikmusic назвал ее одной из тех песен с альбома The Death of Slim Shady (Coup de Grâce), «инструментальная часть которых сохраняет проблемы, которые я испытываю к творчеству Эминема уже несколько десятилетий». Стиви Чик из The Independent назвал песню «мрачной, немного заунывной». Пол Аттард из Slant Magazine отнес песню к числу «раздутых баллад альбома, посвященных его семье».

## Чарты

### Еженедельные чарты
| Чарт (2024)                               | Высшая позиция |
| ----------------------------------------- | -------------- |
| Австралия (ARIA)                          | 49             |
| Канада (Billboard Canadian Hot 100)       | 36             |
| Мир (Billboard Global 200)                | 67             |
| Новая Зеландия (Recorded Music NZ)        | 33             |
| Великобритания (OCC UK Singles Downloads) | 41             |
| США (Billboard Hot 100)                   | 56             |